# Élections municipales de 2020 dans le Jura
Les élections municipales de 2020 dans le Jura étaient prévues les 15 et 22 mars 2020. Comme dans le reste de la France, le report du second tour est annoncé en pleine crise sanitaire liée à la propagation du coronavirus (Covid-19). Par un décret du 27 mai 2020, le second tour est fixé au 28 juin 2020.
Les informations suivantes concernent les seules communes de plus de 2 000 habitants situées dans le département du Jura.

## Maires sortants et maires élus
Globalement, le scrutin est marqué par une grande stabilité politique. Si la gauche remporte Lons-le-Saunier (gérée par la droite depuis 1989), la division de la gauche empêche toutefois le gain de Saint-Claude et de Dole, qui restent à droite. Les petites villes d'Arbois et Orgelet basculent également. 
| Commune                 | Population | Maire sortant          | Parti | Parti | Maire élu             | Parti | Parti |
| ----------------------- | ---------- | ---------------------- | ----- | ----- | --------------------- | ----- | ----- |
| Arbois                  | 3 336      | Bernard Amiens         |       | UDI   | Valérie Depierre      |       | G.s   |
| Champagnole             | 7 958      | Guy Saillard           |       | LR    | Guy Saillard          |       | LR    |
| Coteaux du Lizon        | 2 397      | Alain Waille           |       | PS    | Robert Frezier        |       | DVG   |
| Damparis                | 2 694      | Michel Giniès          |       | DVG   | Michel Giniès         |       | DVG   |
| Dole                    | 23 708     | Jean-Baptiste Gagnoux  |       | DVD   | Jean-Baptiste Gagnoux |       | DVD   |
| Foucherans              | 2 193      | Félix Maccard          |       | DVD   | Christine Riotte      |       | LR    |
| Hauts de Bienne         | 5 350      | Laurent Petit          |       | LR    | Laurent Petit         |       | LR    |
| Lavans-lès-Saint-Claude | 2 437      | Philippe Passot        |       | DVG   | Philippe Passot       |       | DVG   |
| Les Rousses             | 3 630      | Bernard Mamet          |       | UDI   | Christophe Mathez     |       | UDI   |
| Lons-le-Saunier         | 17 291     | Jacques Pélissard      |       | LR    | Jean-Yves Ravier      |       | PS    |
| Moirans-en-Montagne     | 2 099      | Serge Lacroix          |       | UDI   | Grégoire Long         |       | DVD   |
| Montmorot               | 3 036      | André Barbarin         |       | DVG   | André Barbarin        |       | DVG   |
| Morbier                 | 2 292      | Daniel Flamand         |       | DVG   | Daniel Flamand        |       | DVG   |
| Poligny                 | 4 047      | Dominique Bonnet       |       | LR    | Dominique Bonnet      |       | LR    |
| Saint-Amour             | 2 378      | Thierry Faivre-Pierret |       | DVG   | Valérie Vaucher       |       | DVG   |
| Saint-Claude            | 9 279      | Jean-Louis Millet      |       | DVD   | Jean-Louis Millet     |       | DVD   |
| Salins-les-Bains        | 2 586      | Gilles Beder           |       | DVD   | Michel Cetre          |       | DVD   |
| Tavaux                  | 3 918      | Jean-Michel Daubigney  |       | DVD   | Jean-Michel Daubigney |       | DVD   |

## Résultats en nombre de maires
| Étiquette    | Étiquette                            | Maires sortants | Maires élus | Évolution     |
| ------------ | ------------------------------------ | --------------- | ----------- | ------------- |
|              | Divers droite                        | 5               | 5           | en stagnation |
|              | Les Républicains                     | 4               | 4           | en stagnation |
|              | Union des démocrates et indépendants | 3               | 1           | 2             |
| Total droite | Total droite                         | 12              | 10          | 2             |
|              | Divers gauche                        | 5               | 6           | 1             |
|              | Parti socialiste                     | 1               | 1           | en stagnation |
|              | Génération.s                         | 0               | 1           | 1             |
| Total gauche | Total gauche                         | 6               | 8           | 2             |
| Total        | Total                                | 18              | 18          | -             |

## Résultats dans les communes de plus de1 500 habitants

### Arbois
- Maire sortant : Bernard Amiens (UDI)
- 23 sièges à pourvoir au conseil municipal (population légale 2017 : 3 336 habitants)
- 11 sièges à pourvoir au conseil communautaire (CC Arbois, Poligny, Salins, Cœur du Jura)

| Tête de liste            | Tête de liste            | Liste                    | Premier tour | Premier tour | Sièges | Sièges |
| Tête de liste            | Tête de liste            | Liste                    | Voix         | %            | CM     | CC     |
| ------------------------ | ------------------------ | ------------------------ | ------------ | ------------ | ------ | ------ |
|                          | Valérie Depierre         | G.s                      | 695          | 52,45        | 18     | 9      |
|                          | Martine Pingat           | UDI                      | 630          | 47,54        | 5      | 2      |
|                          |                          |                          |              |              |        |        |
| Votes valides            | Votes valides            | Votes valides            | 1 325        | 95,32        |        |        |
| Votes blancs             | Votes blancs             | Votes blancs             | 25           | 1,80         |        |        |
| Votes nuls               | Votes nuls               | Votes nuls               | 40           | 2,88         |        |        |
| Total                    | Total                    | Total                    | 1 390        | 100          | 23     | 11     |
| Abstention               | Abstention               | Abstention               | 946          | 40,50        |        |        |
| Inscrits / participation | Inscrits / participation | Inscrits / participation | 2 336        | 59,50        |        |        |

### Bois-d'Amont
- Maire sortant : Evelyne Gay (MR)
- 19 sièges à pourvoir au conseil municipal (population légale 2017 : 1 674 habitants)
- 5 sièges à pourvoir au conseil communautaire (CC de la Station des Rousses-Haut-Jura)

|                | Michel Puillet       | DVD            | 462   | 66,85  | 16 | 5 |  |  |
|                | Pascale Arbez-Durand | DVG            | 229   | 33,14  | 3  | 0 |  |  |
|                |                      |                |       |        |    |   |  |  |
| Inscrits       | Inscrits             | Inscrits       | 1 346 | 100,00 |    |   |  |  |
| Abstentions    | Abstentions          | Abstentions    | 623   | 46,29  |    |   |  |  |
| Votants        | Votants              | Votants        | 723   | 53,71  |    |   |  |  |
| Blancs et nuls | Blancs et nuls       | Blancs et nuls | 32    | 4,43   |    |   |  |  |
| Exprimés       | Exprimés             | Exprimés       | 691   | 95,57  |    |   |  |  |

### Champagnole
- Maire sortant : Guy Saillard (LR)
- 29 sièges à pourvoir au conseil municipal (population légale 2017 : 7 958 habitants)
- 23 sièges à pourvoir au conseil communautaire (CC Champagnole Nozeroy Jura)

|                          | Guy Saillard             | LR                       | 1 734 | 79,03 | 26 | 21 |  |  |
|                          | Philippe Cuevas          | PCF                      | 460   | 20,96 | 3  | 2  |  |  |
|                          |                          |                          |       |       |    |    |  |  |
| Votes valides            | Votes valides            | Votes valides            | 2 194 | 95,14 |    |    |  |  |
| Votes blancs             | Votes blancs             | Votes blancs             | 32    | 1,39  |    |    |  |  |
| Votes nuls               | Votes nuls               | Votes nuls               | 80    | 3,47  |    |    |  |  |
| Total                    | Total                    | Total                    | 2 306 | 100   | 29 | 23 |  |  |
| Abstention               | Abstention               | Abstention               | 3 523 | 60,44 |    |    |  |  |
| Inscrits / participation | Inscrits / participation | Inscrits / participation | 5 829 | 39,56 |    |    |  |  |

### Chaussin
- Maire sortant : Chantal Torck (LR)
- 19 sièges à pourvoir au conseil municipal (population légale 2017 : 1 667 habitants)
- 5 sièges à pourvoir au conseil communautaire (CC de la Plaine Jurassienne)

| Tête de liste  | Tête de liste  | Liste          | Premier tour | Premier tour | Sièges | Sièges |
| Tête de liste  | Tête de liste  | Liste          | Voix         | %            | CM     | CC     |
| -------------- | -------------- | -------------- | ------------ | ------------ | ------ | ------ |
|                | Chantal Torck  | LR             | 235          | 100,00       | 19     | 5      |
|                |                |                |              |              |        |        |
| Inscrits       | Inscrits       | Inscrits       | 1 064        | 100,00       |        |        |
| Abstentions    | Abstentions    | Abstentions    | 697          | 65,51        |        |        |
| Votants        | Votants        | Votants        | 367          | 34,49        |        |        |
| Blancs et nuls | Blancs et nuls | Blancs et nuls | 132          | 35,97        |        |        |
| Exprimés       | Exprimés       | Exprimés       | 235          | 64,03        |        |        |

### Coteaux du Lizon
- Maire sortant : Alain Waille (PS)
- 23 sièges à pourvoir au conseil municipal (population légale 2017 : 2 397 habitants)
- 5 sièges à pourvoir au conseil communautaire (CC Haut-Jura Saint-Claude)

| Tête de liste            | Tête de liste            | Liste                    | Premier tour | Premier tour | Second tour | Second tour | Sièges | Sièges |
| Tête de liste            | Tête de liste            | Liste                    | Voix         | %            | Voix        | %           | CM     | CC     |
| ------------------------ | ------------------------ | ------------------------ | ------------ | ------------ | ----------- | ----------- | ------ | ------ |
|                          | Roland Frézier           | DVG                      | 307          | 35,04        | 343         | 38,02       | 16     | 4      |
|                          | Jean Écuyer              | EELV                     | 295          | 33,67        | 296         | 32,81       | 4      | 1      |
|                          | Alain Waille             | PS                       | 274          | 31,27        | 263         | 29,15       | 3      | 0      |
|                          |                          |                          |              |              |             |             |        |        |
| Votes valides            | Votes valides            | Votes valides            | 876          | 97,88        | 902         | 51,63       |        |        |
| Votes blancs             | Votes blancs             | Votes blancs             | 9            | 1,01         | 9           | 0,52        |        |        |
| Votes nuls               | Votes nuls               | Votes nuls               | 10           | 1,12         | 15          | 0,86        |        |        |
| Total                    | Total                    | Total                    | 895          | 100          | 926         | 100         | 23     | 5      |
| Abstention               | Abstention               | Abstention               | 851          | 48,74        | 821         | 46,99       |        |        |
| Inscrits / participation | Inscrits / participation | Inscrits / participation | 1 746        | 51,26        | 1 747       | 51,63       |        |        |

### Damparis
- Maire sortant : Michel Giniès (DVG)
- 23 sièges à pourvoir au conseil municipal (population légale 2017 : 2 694 habitants)
- 3 sièges à pourvoir au conseil communautaire (CA Grand Dole)

| Tête de liste  | Tête de liste       | Liste          | Premier tour | Premier tour | Sièges | Sièges |
| Tête de liste  | Tête de liste       | Liste          | Voix         | %            | CM     | CC     |
| -------------- | ------------------- | -------------- | ------------ | ------------ | ------ | ------ |
|                | Michel Giniès       | DVG            | 584          | 61,09        | 20     | 2      |
|                | Christophe Chautard | DIV            | 372          | 38,91        | 3      | 1      |
|                |                     |                |              |              |        |        |
| Inscrits       | Inscrits            | Inscrits       | 2 100        | 100,00       |        |        |
| Abstentions    | Abstentions         | Abstentions    | 1 110        | 52,86        |        |        |
| Votants        | Votants             | Votants        | 990          | 47,14        |        |        |
| Blancs et nuls | Blancs et nuls      | Blancs et nuls | 34           | 3,44         |        |        |
| Exprimés       | Exprimés            | Exprimés       | 956          | 96,57        |        |        |

### Dole
- Maire sortant : Jean-Baptiste Gagnoux (DVD)
- 35 sièges à pourvoir au conseil municipal (population légale 2017 : 23 708 habitants)
- 30 sièges à pourvoir au conseil communautaire (CA Grand Dole)

| Tête de liste  | Tête de liste         | Liste          | Premier tour | Premier tour | Sièges | Sièges |
| Tête de liste  | Tête de liste         | Liste          | Voix         | %            | CM     | CC     |
| -------------- | --------------------- | -------------- | ------------ | ------------ | ------ | ------ |
|                | Jean-Baptiste Gagnoux | DVD            | 3 526        | 61,56        | 29     | 25     |
|                | Hervé Prat            | EELV           | 1 026        | 17,91        | 3      | 3      |
|                | Ako Hamdaoui          | G.s            | 995          | 17,37        | 3      | 2      |
|                | Dominique Revoy       | LO             | 181          | 3,16         | 0      | 0      |
|                |                       |                |              |              |        |        |
| Inscrits       | Inscrits              | Inscrits       | 15 869       | 100,00       |        |        |
| Abstentions    | Abstentions           | Abstentions    | 9 931        | 62,58        |        |        |
| Votants        | Votants               | Votants        | 5 938        | 37,42        |        |        |
| Blancs et nuls | Blancs et nuls        | Blancs et nuls | 210          | 3,54         |        |        |
| Exprimés       | Exprimés              | Exprimés       | 5 728        | 96,46        |        |        |

### Foucherans
- Maire sortant : Félix Macard (DVD)
- 19 sièges à pourvoir au conseil municipal (population légale 2017 : 2 193 habitants)
- 2 sièges à pourvoir au conseil communautaire (CA Grand Dole)

| Tête de liste  | Tête de liste    | Liste          | Premier tour | Premier tour | Sièges | Sièges |
| Tête de liste  | Tête de liste    | Liste          | Voix         | %            | CM     | CC     |
| -------------- | ---------------- | -------------- | ------------ | ------------ | ------ | ------ |
|                | Christine Riotte | LR             | 382          | 100,00       | 19     | 2      |
|                |                  |                |              |              |        |        |
| Inscrits       | Inscrits         | Inscrits       | 1 518        | 100,00       |        |        |
| Abstentions    | Abstentions      | Abstentions    | 1 042        | 68,64        |        |        |
| Votants        | Votants          | Votants        | 476          | 31,36        |        |        |
| Blancs et nuls | Blancs et nuls   | Blancs et nuls | 94           | 19,74        |        |        |
| Exprimés       | Exprimés         | Exprimés       | 382          | 80,25        |        |        |

### Hauts de Bienne
- Maire sortant : Laurent Petit (LR)
- 29 sièges à pourvoir au conseil municipal (population légale 2017 : 5 350 habitants)
- 13 sièges à pourvoir au conseil communautaire (CC Haut-Jura Arcade)

| Tête de liste  | Tête de liste  | Liste          | Premier tour | Premier tour | Sièges | Sièges |
| Tête de liste  | Tête de liste  | Liste          | Voix         | %            | CM     | CC     |
| -------------- | -------------- | -------------- | ------------ | ------------ | ------ | ------ |
|                | Laurent Petit  | LR             | 423          | 100,00       | 33     | 13     |
|                |                |                |              |              |        |        |
| Inscrits       | Inscrits       | Inscrits       | 2 577        | 100,00       |        |        |
| Abstentions    | Abstentions    | Abstentions    | 2 063        | 80,05        |        |        |
| Votants        | Votants        | Votants        | 514          | 19,95        |        |        |
| Blancs et nuls | Blancs et nuls | Blancs et nuls | 91           | 17,70        |        |        |
| Exprimés       | Exprimés       | Exprimés       | 423          | 82,30        |        |        |

### Lavans-lès-Saint-Claude
- Maire sortant : Philippe Passot (DVG)
- 19 sièges à pourvoir au conseil municipal (population légale 2017 : 2 437 habitants)
- 5 sièges à pourvoir au conseil communautaire (CC Haut-Jura Saint-Claude)

| Tête de liste  | Tête de liste   | Liste          | Premier tour | Premier tour | Sièges | Sièges |
| Tête de liste  | Tête de liste   | Liste          | Voix         | %            | CM     | CC     |
| -------------- | --------------- | -------------- | ------------ | ------------ | ------ | ------ |
|                | Philippe Passot | DVG            | 472          | 100,00       | 23     | 5      |
|                |                 |                |              |              |        |        |
| Inscrits       | Inscrits        | Inscrits       | 1 595        | 100,00       |        |        |
| Abstentions    | Abstentions     | Abstentions    | 1 059        | 66,39        |        |        |
| Votants        | Votants         | Votants        | 536          | 33,61        |        |        |
| Blancs et nuls | Blancs et nuls  | Blancs et nuls | 64           | 11,94        |        |        |
| Exprimés       | Exprimés        | Exprimés       | 472          | 88,06        |        |        |

### Les Rousses
- Maire sortant : Bernard Mamet (UDI)
- 27 sièges à pourvoir au conseil municipal (population légale 2017 : 3 630 habitants)
- 11 sièges à pourvoir au conseil communautaire (CC de la Station des Rousses-Haut-Jura)

| Tête de liste  | Tête de liste     | Liste          | Premier tour | Premier tour | Sièges | Sièges |
| Tête de liste  | Tête de liste     | Liste          | Voix         | %            | CM     | CC     |
| -------------- | ----------------- | -------------- | ------------ | ------------ | ------ | ------ |
|                | Christophe Mathez | UDI            | 680          | 66,53        | 23     | 9      |
|                | Claire Crétin     | DVD            | 342          | 33,46        | 4      | 2      |
|                |                   |                |              |              |        |        |
| Inscrits       | Inscrits          | Inscrits       | 2 410        | 100,00       |        |        |
| Abstentions    | Abstentions       | Abstentions    | 1 351        | 56,06        |        |        |
| Votants        | Votants           | Votants        | 1 059        | 43,94        |        |        |
| Blancs et nuls | Blancs et nuls    | Blancs et nuls | 37           | 3,49         |        |        |
| Exprimés       | Exprimés          | Exprimés       | 1 022        | 96,51        |        |        |

### Lons-le-Saunier
- Maire sortant : Jacques Pélissard (LR)
- 33 sièges à pourvoir au conseil municipal (population légale 2017 : 17 291 habitants)
- 24 sièges à pourvoir au conseil communautaire (CA Espace communautaire Lons Agglomération)

| Tête de liste            | Tête de liste            | Liste                    | Premier tour | Premier tour | Second tour | Second tour | Sièges | Sièges |
| Tête de liste            | Tête de liste            | Liste                    | Voix         | %            | Voix        | %           | CM     | CC     |
| ------------------------ | ------------------------ | ------------------------ | ------------ | ------------ | ----------- | ----------- | ------ | ------ |
|                          | Jean-Yves Ravier         | PS                       | 1 363        | 29,98        | 2 399       | 52,35       | 25     | 20     |
|                          | Christophe Bois          | Agir                     | 1 646        | 36,21        | 2 184       | 47,65       | 8      | 4      |
|                          | John Huet                | MR                       | 955          | 21,01        | Retrait     | Retrait     | 0      | 0      |
|                          | Christophe Perny         | LREM                     | 348          | 7,65         |             |             | 0      | 0      |
|                          | Géraldine Revy           | LFI                      | 164          | 3,60         | 0           | 0           |        |        |
|                          | Johanne Morel            | LO                       | 69           | 1,51         | 0           | 0           |        |        |
|                          |                          |                          |              |              |             |             |        |        |
| Votes valides            | Votes valides            | Votes valides            | 4 545        | 96,68        | 4 583       | 96,67       |        |        |
| Votes blancs             | Votes blancs             | Votes blancs             | 57           | 1,21         | 59          | 1,24        |        |        |
| Votes nuls               | Votes nuls               | Votes nuls               | 99           | 2,11         | 99          | 2,09        |        |        |
| Total                    | Total                    | Total                    | 4 701        | 100          | 4 741       | 100         | 33     | 24     |
| Abstention               | Abstention               | Abstention               | 6 191        | 56,84        | 6 148       | 56,46       |        |        |
| Inscrits / participation | Inscrits / participation | Inscrits / participation | 10 892       | 43,16        | 10 889      | 43,54       |        |        |

### Moirans-en-Montagne
- Maire sortant : Serge Lacroix (UDI)
- 19 sièges à pourvoir au conseil municipal (population légale 2017 : 2 099 habitants)
- 7 sièges à pourvoir au conseil communautaire (CC Terre d'Émeraude Communauté)

| Tête de liste  | Tête de liste  | Liste          | Premier tour | Premier tour | Sièges | Sièges |
| Tête de liste  | Tête de liste  | Liste          | Voix         | %            | CM     | CC     |
| -------------- | -------------- | -------------- | ------------ | ------------ | ------ | ------ |
|                | Grégoire Long  | DVD            | 479          | 60,94        | 16     | 6      |
|                | Serge Lacroix  | UDI            | 307          | 39,05        | 3      | 1      |
|                |                |                |              |              |        |        |
| Inscrits       | Inscrits       | Inscrits       | 1 199        | 100,00       |        |        |
| Abstentions    | Abstentions    | Abstentions    | 386          | 32,19        |        |        |
| Votants        | Votants        | Votants        | 813          | 67,81        |        |        |
| Blancs et nuls | Blancs et nuls | Blancs et nuls | 27           | 3,32         |        |        |
| Exprimés       | Exprimés       | Exprimés       | 789          | 96,68        |        |        |

### Montmorot
- Maire sortant : André Barbarin (DVG)
- 23 sièges à pourvoir au conseil municipal (population légale 2017 : 3 036 habitants)
- 4 sièges à pourvoir au conseil communautaire (CA Espace communautaire Lons Agglomération)

| Tête de liste  | Tête de liste  | Liste          | Premier tour | Premier tour | Sièges | Sièges |
| Tête de liste  | Tête de liste  | Liste          | Voix         | %            | CM     | CC     |
| -------------- | -------------- | -------------- | ------------ | ------------ | ------ | ------ |
|                | André Barbarin | DVG            | 642          | 59,94        | 19     | 3      |
|                | Céline Trossat | DVD            | 429          | 40,05        | 4      | 1      |
|                |                |                |              |              |        |        |
| Inscrits       | Inscrits       | Inscrits       | 2 027        | 100,00       |        |        |
| Abstentions    | Abstentions    | Abstentions    | 917          | 45,24        |        |        |
| Votants        | Votants        | Votants        | 1 110        | 54,76        |        |        |
| Blancs et nuls | Blancs et nuls | Blancs et nuls | 39           | 3,51         |        |        |
| Exprimés       | Exprimés       | Exprimés       | 1 071        | 96,49        |        |        |

### Morbier
- Maire sortant : Daniel Flament (DVG)
- 19 sièges à pourvoir au conseil municipal (population légale 2017 : 2 292 habitants)
- 8 sièges à pourvoir au conseil communautaire (CC Haut-Jura Arcade)

| Tête de liste  | Tête de liste  | Liste          | Premier tour | Premier tour | Sièges | Sièges |
| Tête de liste  | Tête de liste  | Liste          | Voix         | %            | CM     | CC     |
| -------------- | -------------- | -------------- | ------------ | ------------ | ------ | ------ |
|                | Daniel Flament | DVG            | 390          | 100,00       | 19     | 8      |
|                |                |                |              |              |        |        |
| Inscrits       | Inscrits       | Inscrits       | 1 799        | 100,00       |        |        |
| Abstentions    | Abstentions    | Abstentions    | 1 332        | 74,04        |        |        |
| Votants        | Votants        | Votants        | 467          | 25,96        |        |        |
| Blancs et nuls | Blancs et nuls | Blancs et nuls | 77           | 16,49        |        |        |
| Exprimés       | Exprimés       | Exprimés       | 390          | 83,51        |        |        |

### Orgelet
- Maire sortant : Jean-Luc Allemand (DVG)
- 19 sièges à pourvoir au conseil municipal (population légale 2017 : 1 583 habitants)
- 5 sièges à pourvoir au conseil communautaire (CC Terre d'Émeraude)

|                | Jean-Paul Duthion | LR             | 350   | 56,81  | 15 | 4 |  |  |
|                | Jean-Luc Allemand | DVG            | 266   | 43,18  | 4  | 1 |  |  |
|                |                   |                |       |        |    |   |  |  |
| Inscrits       | Inscrits          | Inscrits       | 1 150 | 100,00 |    |   |  |  |
| Abstentions    | Abstentions       | Abstentions    | 496   | 43,13  |    |   |  |  |
| Votants        | Votants           | Votants        | 654   | 56,87  |    |   |  |  |
| Blancs et nuls | Blancs et nuls    | Blancs et nuls | 38    | 5,81   |    |   |  |  |
| Exprimés       | Exprimés          | Exprimés       | 616   | 94,19  |    |   |  |  |

### Perrigny
- Maire sortant : Christiane Maugain (DVD)
- 19 sièges à pourvoir au conseil municipal (population légale 2017 : 1 526 habitants)
- 2 sièges à pourvoir au conseil communautaire (CA Espace communautaire Lons Agglomération)

| Tête de liste  | Tête de liste      | Liste          | Premier tour | Premier tour | Sièges | Sièges |
| Tête de liste  | Tête de liste      | Liste          | Voix         | %            | CM     | CC     |
| -------------- | ------------------ | -------------- | ------------ | ------------ | ------ | ------ |
|                | Christiane Maugain | DVD            | 387          | 100,00       | 19     | 2      |
|                |                    |                |              |              |        |        |
| Inscrits       | Inscrits           | Inscrits       | 1 116        | 100,00       |        |        |
| Abstentions    | Abstentions        | Abstentions    | 668          | 59,86        |        |        |
| Votants        | Votants            | Votants        | 448          | 40,14        |        |        |
| Blancs et nuls | Blancs et nuls     | Blancs et nuls | 61           | 13,62        |        |        |
| Exprimés       | Exprimés           | Exprimés       | 387          | 86,38        |        |        |

### Poligny
- Maire sortant : Dominique Bonnet (LR)
- 27 sièges à pourvoir au conseil municipal (population légale 2017 : 4 047 habitants)
- 13 sièges à pourvoir au conseil communautaire (CC Arbois, Poligny, Salins, Cœur du Jura)

| Tête de liste  | Tête de liste          | Liste          | Premier tour | Premier tour | Sièges | Sièges |
| Tête de liste  | Tête de liste          | Liste          | Voix         | %            | CM     | CC     |
| -------------- | ---------------------- | -------------- | ------------ | ------------ | ------ | ------ |
|                | Dominique Bonnet       | LR             | 737          | 54,43        | 21     | 10     |
|                | Antoine Seigle-Ferrand | DVG            | 370          | 27,32        | 4      | 2      |
|                | Roland Chaillon        | DVG            | 247          | 18,24        | 2      | 1      |
|                |                        |                |              |              |        |        |
| Inscrits       | Inscrits               | Inscrits       | 2 701        | 100,00       |        |        |
| Abstentions    | Abstentions            | Abstentions    | 1 299        | 48,09        |        |        |
| Votants        | Votants                | Votants        | 1 402        | 51,91        |        |        |
| Blancs et nuls | Blancs et nuls         | Blancs et nuls | 48           | 3,42         |        |        |
| Exprimés       | Exprimés               | Exprimés       | 1 354        | 96,58        |        |        |

### Saint-Amour
- Maire sortant : Thierry Faivre-Pierret (DVG)
- 19 sièges à pourvoir au conseil municipal (population légale 2017 : 2 378 habitants)
- 9 sièges à pourvoir au conseil communautaire (CC Porte du Jura)

| Tête de liste            | Tête de liste            | Liste                    | Premier tour | Premier tour | Second tour | Second tour | Sièges | Sièges |
| Tête de liste            | Tête de liste            | Liste                    | Voix         | %            | Voix        | %           | CM     | CC     |
| ------------------------ | ------------------------ | ------------------------ | ------------ | ------------ | ----------- | ----------- | ------ | ------ |
|                          | Valérie Vaucher          | DVG                      | 368          | 43,19        | 442         | 51,81       | 15     | 7      |
|                          | Thierry Faivre-Pierret   | DVG                      | 299          | 35,09        | 411         | 48,18       | 4      | 2      |
|                          | Alex Darnand             | DVD                      | 116          | 13,61        | retrait     | retrait     | 0      | 0      |
|                          | Jacques Berthault        | UDI                      | 69           | 8,09         |             |             | 0      | 0      |
|                          |                          |                          |              |              |             |             |        |        |
| Votes valides            | Votes valides            | Votes valides            | 852          | 97,26        | 853         | 53,96       |        |        |
| Votes blancs             | Votes blancs             | Votes blancs             | 12           | 1,37         | 19          | 1,20        |        |        |
| Votes nuls               | Votes nuls               | Votes nuls               | 12           | 1,37         | 20          | 1,26        |        |        |
| Total                    | Total                    | Total                    | 876          | 100          | 892         | 100         | 19     | 9      |
| Abstention               | Abstention               | Abstention               | 713          | 44,87        | 619         | 44,65       |        |        |
| Inscrits / participation | Inscrits / participation | Inscrits / participation | 1 589        | 55,13        | 1 583       | 56,35       |        |        |

### Saint-Aubin
- Maire sortant : Claude François (PS)
- 19 sièges à pourvoir au conseil municipal (population légale 2017 : 1 798 habitants)
- 2 sièges à pourvoir au conseil communautaire (CA Grand Dole)

| Tête de liste  | Tête de liste  | Liste          | Premier tour | Premier tour | Sièges | Sièges |
| Tête de liste  | Tête de liste  | Liste          | Voix         | %            | CM     | CC     |
| -------------- | -------------- | -------------- | ------------ | ------------ | ------ | ------ |
|                | Jean-Yves Roy  | DVG            | 465          | 57,69        | 15     | 2      |
|                | Laurent Perrot | DVD            | 341          | 42,30        | 4      | 0      |
|                |                |                |              |              |        |        |
| Inscrits       | Inscrits       | Inscrits       | 1 308        | 100,00       |        |        |
| Abstentions    | Abstentions    | Abstentions    | 481          | 36,77        |        |        |
| Votants        | Votants        | Votants        | 827          | 63,23        |        |        |
| Blancs et nuls | Blancs et nuls | Blancs et nuls | 21           | 2,54         |        |        |
| Exprimés       | Exprimés       | Exprimés       | 806          | 97,46        |        |        |

### Saint-Claude
- Maire sortant : Jean-Louis Millet (DVD)
- 29 sièges à pourvoir au conseil municipal (population légale 2017 : 9 279 habitants)
- 19 sièges à pourvoir au conseil communautaire (CC Haut-Jura Saint-Claude)

| Tête de liste            | Tête de liste            | Liste                    | Premier tour | Premier tour | Second tour | Second tour | Sièges | Sièges |
| Tête de liste            | Tête de liste            | Liste                    | Voix         | %            | Voix        | %           | CM     | CC     |
| ------------------------ | ------------------------ | ------------------------ | ------------ | ------------ | ----------- | ----------- | ------ | ------ |
|                          | Jean-Louis Millet        | DVD                      | 924          | 37,76        | 1 278       | 46,52       | 22     | 15     |
|                          | Frédéric Poncet          | PS                       | 889          | 36,33        | 984         | 35,82       | 5      | 3      |
|                          | Francis Lahaut           | PCF                      | 634          | 25,90        | 485         | 17,65       | 2      | 1      |
|                          |                          |                          |              |              |             |             |        |        |
| Votes valides            | Votes valides            | Votes valides            | 2 447        | 97,49        | 2 747       | 98,74       |        |        |
| Votes blancs             | Votes blancs             | Votes blancs             | 42           | 1,67         | 36          | 0,67        |        |        |
| Votes nuls               | Votes nuls               | Votes nuls               | 21           | 0,84         | 26          | 0,49        |        |        |
| Total                    | Total                    | Total                    | 2 510        | 100          | 2 809       | 100         | 29     | 19     |
| Abstention               | Abstention               | Abstention               | 2 842        | 53,10        | 2 536       | 47,45       |        |        |
| Inscrits / participation | Inscrits / participation | Inscrits / participation | 8 352        | 46,90        | 5 345       | 52,55       |        |        |

### Saint-Laurent-en-Grandvaux
- Maire sortant : Françoise Vespa (DVD)
- 19 sièges à pourvoir au conseil municipal (population légale 2017 : 1 819 habitants)
- 9 sièges à pourvoir au conseil communautaire (CC la Grandvallière)

|                          | Françoise Vespa | DVD            | 259   | 100,00 | 19 | 9 |  |  |
|                          |                 |                |       |        |    |   |  |  |
| Inscrits                 | Inscrits        | Inscrits       | 1 200 | 100,00 |    |   |  |  |
| Abstentions              | Abstentions     | Abstentions    | 893   | 74,42  |    |   |  |  |
| Votants                  | Votants         | Votants        | 307   | 25,58  |    |   |  |  |
| Blancs et nuls           | Blancs et nuls  | Blancs et nuls | 48    | 15,64  |    |   |  |  |
| Exprimés                 | Exprimés        | Exprimés       | 259   | 84,36  |    |   |  |  |
| * Liste du maire sortant |                 |                |       |        |    |   |  |  |

### Salins-les-Bains
- Maire sortant : Gilles Beder (DVD)
- 23 sièges à pourvoir au conseil municipal (population légale 2017 : 2 586 habitants)
- 8 sièges à pourvoir au conseil communautaire (CC Arbois, Poligny, Salins, Cœur du Jura)

| Tête de liste            | Tête de liste            | Liste                    | Premier tour | Premier tour | Second tour | Second tour | Sièges | Sièges |
| Tête de liste            | Tête de liste            | Liste                    | Voix         | %            | Voix        | %           | CM     | CC     |
| ------------------------ | ------------------------ | ------------------------ | ------------ | ------------ | ----------- | ----------- | ------ | ------ |
|                          | Michel Cetre             | DVD                      | 445          | 43,20        | 516         | 44,17       | 17     | 7      |
|                          | Gilles Beder             | DVD                      | 363          | 35,24        | 470         | 40,23       | 5      | 1      |
|                          | Michel Bugada            | ÉCO                      | 222          | 21,55        | 182         | 15,58       | 1      | 0      |
|                          |                          |                          |              |              |             |             |        |        |
| Votes valides            | Votes valides            | Votes valides            | 1 030        | 97,91        |             |             |        |        |
| Votes blancs             | Votes blancs             | Votes blancs             | 6            | 0,57         |             |             |        |        |
| Votes nuls               | Votes nuls               | Votes nuls               | 16           | 1,52         |             |             |        |        |
| Total                    | Total                    | Total                    | 1 052        | 100          |             | 100         | 23     | 8      |
| Abstention               | Abstention               | Abstention               | 824          | 43,92        |             |             |        |        |
| Inscrits / participation | Inscrits / participation | Inscrits / participation | 1 876        | 56,08        |             |             |        |        |

### Tavaux
- Maire sortant : Jean-Michel Daubigney (DVD)
- 27 sièges à pourvoir au conseil municipal (population légale 2017 : 3 918 habitants)
- 5 sièges à pourvoir au conseil communautaire (CA Grand Dole)

| Tête de liste  | Tête de liste         | Liste          | Premier tour | Premier tour | Sièges | Sièges |
| Tête de liste  | Tête de liste         | Liste          | Voix         | %            | CM     | CC     |
| -------------- | --------------------- | -------------- | ------------ | ------------ | ------ | ------ |
|                | Jean-Michel Daubigney | DVD            | 746          | 100,00       | 27     | 5      |
|                |                       |                |              |              |        |        |
| Inscrits       | Inscrits              | Inscrits       | 3 108        | 100,00       |        |        |
| Abstentions    | Abstentions           | Abstentions    | 2 266        | 72,91        |        |        |
| Votants        | Votants               | Votants        | 842          | 27,09        |        |        |
| Blancs et nuls | Blancs et nuls        | Blancs et nuls | 96           | 11,40        |        |        |
| Exprimés       | Exprimés              | Exprimés       | 746          | 88,60        |        |        |